# Elizabeth Bragg
Elizabeth Bragg (San Francisco, Califòrnia, 23 d'abril de 1858 – 10 de novembre de 1929) va ser la primera dona que va obtenir un títol d'enginyeria civil d'una universitat nord-americana.

## Biografia
Elizabeth Bragg va néixer en una família benestant a San Francisco el 23 d'abril de 1858. En la seva joventut va mostrar una gran aptitud per a les matemàtiques i va assistir a l'escola secundària que preparava els estudiants per a la Universitat de Califòrnia a Berkeley.
Bragg es va llicenciar en enginyeria civil a la Universitat de Califòrnia, Berkeley, el 1876, on era una de les quatre úniques dones de la seva classe. La seva tesi va estudir A Solution of a Peculiar Problem of Surveying.
Després de graduar-se, es va convertir en mestra fins al seu matrimoni amb George Cumming el 1888, enginyer civil de la Southern Pacific Railroad Company i va tenir tres fills.
Elizabeth Bragg Cumming va morir el 10 de novembre de 1929 als 71 anys.